# Gunde Johansson

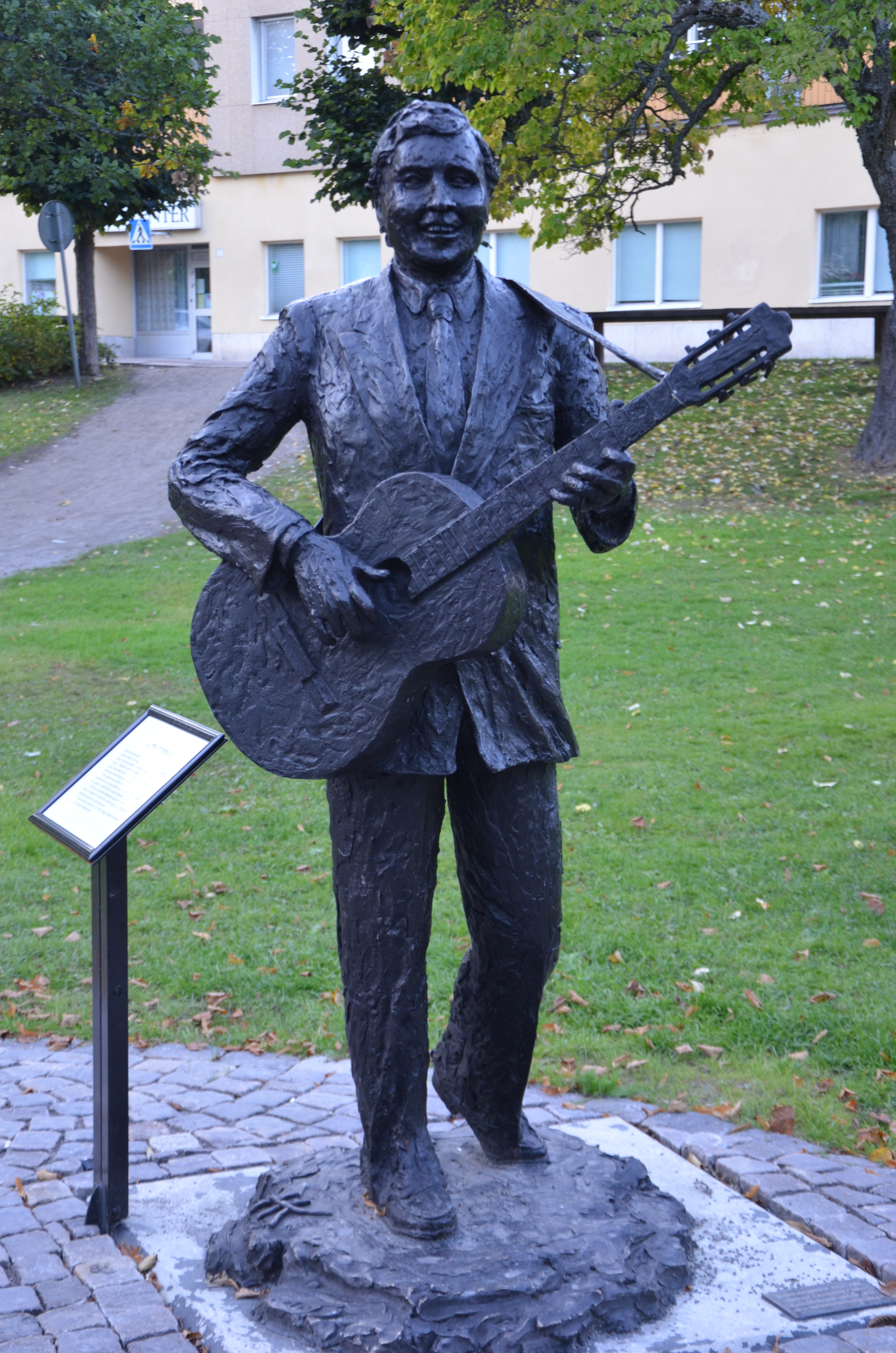
Staty av Gunde Johansson i Stadsparken i Filipstad, av Henny Kortenoeven, 2011

Gustaf (Gunde) Georg Johansson, född 18 oktober 1922 i  Lindfors, Nyeds socken, Värmlands län, död 21 juli 1995 i Filipstad, var en svensk vissångare, gitarrist, lutspelare, dragspelare och tonsättare. Han är bland annat känd för tonsättningen av "Omkring tiggarn från Luossa".

## Biografi
Gunde Johansson tog folkskollärarexamen i Karlstad 1953. Därefter arbetade han som lärare i Hällefors fram till början av 1960-talet. Johansson tolkade Dan Anderssons dikter och tonsatte flera av dessa, bland annat "Omkring tiggarn från Luossa", "Jag skall gå genom tysta skyar" och "Gunnar Vägman".
Redan 1948, till sin mors 50-årsdag, skrev Johansson sin välkända "Torparevisan". Den 19 december 1962 medverkade han i TV-programmet Hylands hörna och blev då mer känd bland allmänheten. Även 14 februari 1970 medverkade han i Hylands hörna. 13 augusti 1970 var han värd för radioprogrammet Sommar. Den 1 februari 1986 medverkade han i Här är ditt liv.

## Filmografi
- 1957 – En drömmares vandring

## Priser och utmärkelser
- 1978 – Dan Andersson-priset
- 1980 – Nils Ferlin-Sällskapets trubadurpris
- 1992 – Illis Quorum